# 撒旦教會
撒旦教會由安東·拉維於1966年創立，旨在以人類自然本能为信仰中心的教派。

## 教義
拉維派撒旦教的九訓、十一誡和九罪。

### 九訓
1. 撒旦代表放縱，而不是節制。
2. 撒旦代表生命的存在，而不是精神的白日夢。
3. 撒旦代表純粹的智慧，而不是虛偽的自欺。
4. 撒旦代表對值得的人良善，而不是浪費在忘恩負義的人身上。
5. 撒旦代表復仇，而不是露出另一個臉頰。
6. 撒旦代表對負責任的人負責，而不是關心精神吸血鬼們。
7. 撒旦代表人只是另一種動物，有時更好，但大多數時比四肢行走的動物更糟，因為人所謂的「神聖靈魂與智力發展」已經讓人成為最惡毒的動物。
8. 撒旦代表全部所謂的罪惡，如同它們所導致的生理、心理、情感層面的滿足。
9. 撒旦是基督教會前所未有的好朋友，因為他幫助基督教會一直維持運作至今。

### 十一誡
1. 不要給予想法或建議，除非你被詢問。
2. 不要將自己的問題告訴他人，除非你確定他們想聽。
3. 當身處他人地盤時，必須向對方表示尊敬，不然就別去那裡。
4. 如果一個客人在你的地盤中惹惱你，殘酷又毫不留情的對付他。
5. 不要進行性行為，除非你收到交配的信號。
6. 不要拿不屬於自身的東西，除非它對其他人是負擔，而他哭著祈求解脫。
7. 如果你使用某種魔力獲得你所期盼的，你必須承認這股魔力，如果你在獲得成功後卻否認了這股魔力，你會失去所獲得的一切
8. 不要抱怨任何不需要勉強自身的東西。
9. 不要傷害小孩子。
10. 不要殺死非人類的動物，除非你受到攻擊，或是為了食物。
11. 當走在公共領域時，不要打擾任何人，如果某人打擾了你，要求他停止，如果他不停，摧毀他。[2]

### 九罪
1.愚蠢——愚蠢是撒旦教九罪之首，也是撒旦教的基本罪惡。而對撒旦教徒來說，最糟糕的情況則是：對愚蠢毫無自覺。因為愚蠢不是一個令人痛苦的罪惡，雖然「無知」往往是造成愚蠢的其中一個重要原因，但導致現代社會變得越來越愚蠢影響最為重大的關鍵是：「媒體」，媒體的影響源於人們很容易對所聞所見之事隨波逐流「下意識的深信不疑」致使其危害提升到人們無法自我察覺，甚至達到了洗腦的層次。因此撒旦教徒必須學會對接收到的資訊做出本能的思考與質疑，看穿這些背後可能隱藏的騙局，拒絕成為愚者。
2.自負/自命不凡——言之無物，毫無內涵空洞裝腔作勢的人往往令人惱火。同時也違反了小魔法的基本原則現今社會中因為自負而不斷花費金錢在社交場合中等同愚蠢，人人都覺得自己像個大人物般了不起，無論他們是否真有本事。
3.唯我——對撒旦教徒而言，唯我主義是一件非常危險的事，當你陷入自以為是的狀態時，你將無法客觀的去察覺和看清真相。因此必須時時警醒自己，不可陷入唯我主義的陷阱。相反，撒旦教徒必須努力應用「己所不欲勿施於人」的原則。這對我們大多數人來說是一項工作，需要不斷警醒自己以免你滑入另一種舒適的幻覺：以為每個人都像你一樣思考。另一方面，有些人不如你善於配合，你必須設定一套應對他們的方法。如果你期望他們對待你，像你對待他們一樣，考慮周到，彬彬有禮與尊敬。那就錯了，他們不會。因此撒旦教徒應貫徹「以其人之道還至其人之身」的格言誠如人們所說，烏托邦只有在哲學家的國度中才是完美的。然而很不幸地（或許從馬基雅維利主義的角度來看是幸運的），我們距離這個烏托邦還非常遙遠。
4.自欺——我們不應對「聖牛」付出尊重，撒旦教徒不需要去滿足別人對我們所扮演角色的期望，也不需要顧慮世俗的眼光而讓自己變得偽善。自欺唯一合理出現的情形是：有意為之的玩笑（但那並非真正的自欺）。聖牛通常是指某個人或某樣東西，從來沒有受到批評或嘲笑，即便在應該批評的時候也沒有人敢這樣做，就像印度的聖牛一樣「神聖不可侵犯」。
5.隨波逐流/盲目/從眾行為——根據撒旦教所宣揚的獨立精神，這顯然是一項錯誤。但如果遵從某個人的意願最終對你有益，那麼順從他是可以接受的。只有愚者才會隨波逐流，讓一個沒有實體的人格/神命令你，或者盲從群體意志，任由群體對你發號施令。關於這點的重要關鍵是：為自己選擇一個高明的領導者，而不是被群眾的愚昧所奴役。
6.缺乏立場——再次，這罪行可以造成撒旦教徒極大的痛苦只有愚者才會隨波逐流，讓一個沒有實體的人格/神命令你，或者盲從群體意志，任由群體對你發號施令。你絕對不能迷失自身為何者何物，以及你可以經由你的存在成為何種威脅。我們每一天的每分每秒都在創造歷史。始終牢記更廣闊的歷史與社會局面。那對於大、小魔法都是一個主要的關鍵。看清模式並結合你所期望那些碎片成你想要的模樣。不要被多數人的束縛所動搖，清楚自身與世界是完全的不同水平。
7.忘本/遺忘正統——請注意，這是洗腦人們接受全新且不同事物的關鍵之一，尤其是實際上這些曾經受到廣泛的接受，但現在使用全新的包裝呈現。我們被要求讚揚創作者的天才並忘卻原始的作品。這造就了一次性的社會形式。
8.多餘的自尊——「多餘」這個字非常重要。自尊對於指出自己開始矯正過當的行徑是很有效的。撒旦教的規則是：「如果它對你有益，那很棒。如果對你沒益處，將你自身困在角落了、止步不前畫地自限，唯一的辦法就是說：「我很抱歉，我做錯了，我希望我們能夠用某種方式和解」。那就這麼做吧，然後繼續向前。
9.缺乏美學——這是平衡因子的物理應用。美學在於小魔法（日常）中是非常重要的，並且需要培養。很明顯的，在這個令人失望的消費者社會，沒人能從古典美學的標準與形式中獲利。但是能夠追求美感、平衡的眼睛是撒旦不可或缺的工具，並且應該被應用於獲得最大的魔術效果。不是「應該」是令人愉悅的，而是真實的。美學是個人主觀的，反應出一個人的本性，但那些普遍令人滿意的與和諧的型態是不應該被否認的。

## 撒旦聖經
撒旦教會教內經典，也是其哲學的基礎，由安東·拉維於西元1969年所著。

## 外部連結
- The Official Church of Satan Website （页面存档备份，存于）
- Lecture on the Philosophy of the Church of Satan
- Press coverage of Zeena LaVey's Satanic Baptism 1967-1968: Click on each image to enlarge & read articles. （页面存档备份，存于）
- 'Satanist Anton LaVey Baptising Daughter' : May 23, 1967 - Corbis Images.
- 'The Black House Sourcebook: A Malediction' copyright 1989, by Zeena LaVey: An excerpt from the original Black House Sourcebook. (to see more, open link for 'Black House Sourcebook' title and click each image to enlarge and read.
- Letter from Zeena Schreck to Michael Aquino describing how she "ended (her) position as Church of Satan representative-defender and daughter of Anton LaVey" on April 30, 1990.
- Zeena Schreck official website. （页面存档备份，存于）

### 採訪安东·拉维
- Interview with Anton LaVey （页面存档备份，存于） by Michelle Carr and Elvia Lahman, originally published in the September 11, 1997 Velvet Hammer souvenir programme.

### 採訪彼得·霍华德·吉尔摩
- YouTube: Magus Peter H. Gilmore talks about the Church of Satan （页面存档备份，存于） on CBC program "The Hour".

### 採訪Zeena Schreck
- April 2012 VICE Magazine Interview with Zeena Schreck 'Beelzebub's Daughter' by Annette Lamothe-Ramos. （页面存档备份，存于）
- May 25, 2012 8:10 a.m. Huffington Post Religion posted: 'The Church of Satan Interviewed by Televangelist Bob Larson: Not the Conversation You Think It Is (VIDEO)' an examination of the ground-breaking Zeena Schreck (nee LaVey) and Nikolas Schreck interview from 1989. （页面存档备份，存于）
- September 2011 Obsküre Magazine Interview with Zeena and Nikolas Schreck by Maxime Lachaud. Zeena discusses: the relationships between the Manson family and the Church of Satan, the 80's 'Satanic Panic', the 8-8-88 satanic rally, her time as spokeswoman for the Church of Satan, her media and musical appearances during her time as CoS High Priestess, etc. （页面存档备份，存于）
- 1989 Zeena LaVey during her time as the Church of Satan's High Priestess on Sally Jessy Raphael's Halloween Special/Youtube. （页面存档备份，存于）
- 1989 Zeena LaVey during her time as the Church of Satan's High Priestess; interview with Johnny Mountain/Youtube. （页面存档备份，存于）
- 1990 Zeena LaVey during her time as High Priestess of CoS: Midday Sunday/Youtube （页面存档备份，存于）
- 1989 Zeena LaVey radio interview KFI-AM 640. As High Priestess of the CoS promoting her father's book 'The Satanic Witch' that she wrote the introduction to / Youtube. （页面存档备份，存于）
- Resumé of all media appearances listings for Zeena's time in the Church of Satan. Click on all images to enlarge & read. （页面存档备份，存于）
- Zeena LaVey Radio Interview Set from 1990. （页面存档备份，存于）
- 1990 'First Family of Satanism' background information. （页面存档备份，存于）
- 1989 'The 80s: Satan's Seed Strikes Back' (Alternate Title: 'Zeena LaVey vs. Ignorance') A compilation of many major 1980s media appearances by Zeena Schreck during her time as High Priestess of the Church of Satan. （页面存档备份，存于）